# Цифрова модель місцевості

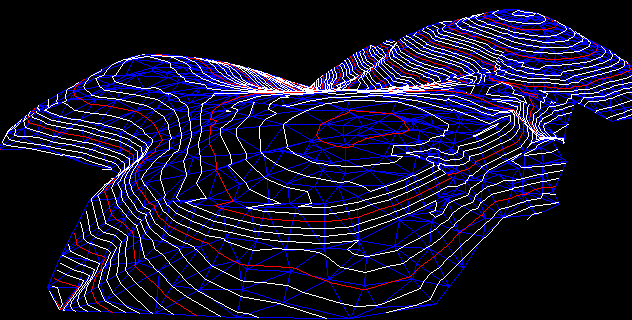
Приклад комп'ютерного моделювання гористої місцевості.

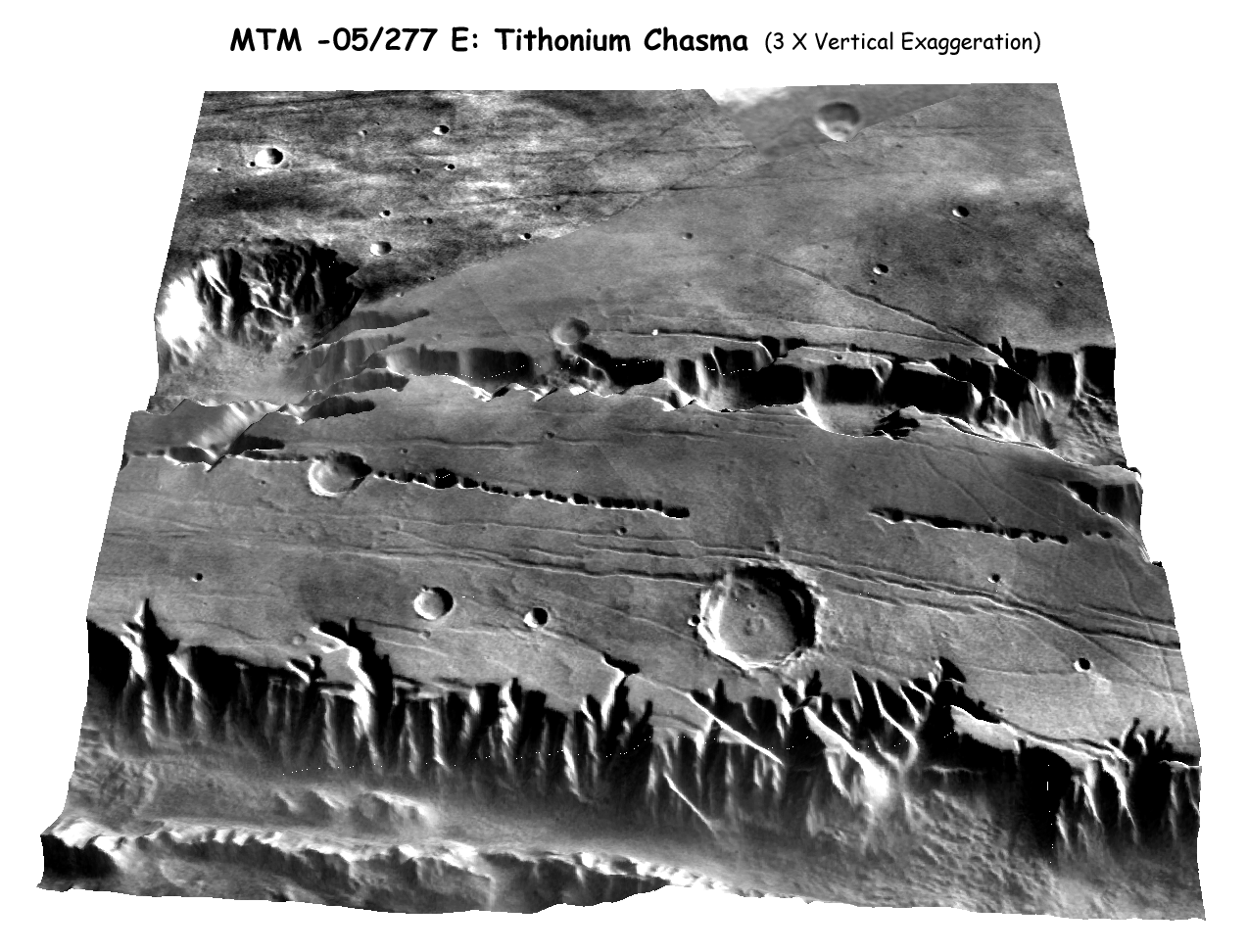
3D-моделювання поверхні Марса.

Графічне відображення цифрової моделі рельєфу.

Цифровá модéль місцéвості, Цифровá модéль рельєфу (англ. Digital Elevation Model, DEM, інколи — англ. Digital Terrain Model, DTM) — у геоінформатиці — цифрове представлення рельєфу земної поверхні, створене на основі даних про рельєф та топології місцевості. Часто використовується як синонім цифрової моделі рельєфу, хоч є більш універсальним терміном.

## Різновиди моделей. Принципи моделювання
Найпоширенішим різновидом цифрової моделі рельєфу є цифрове подання топографічної поверхні у вигляді растра (растрова ЦМР, сіткова ЦМР, grid DEM). Побудова ЦМР у цьому випадку полягає в поширенні наявного обмеженого набору точкових даних про відмітки топографічної поверхні в прилеглі комірки растра, що суцільно покриває дану територію, з використанням методів просторової інтерполяції. Просторова інтерполяція точкових даних ґрунтується на виборі аналітичної моделі топографічної поверхні.
На цифровій моделі місцевості відображено рельєф у вигляді масиву його точок з відомими їх просторовими координатами X, Y, Z. Координати одержують за даними зйомок (тахеометричної, мензульної, навігаційної і ін.) опорних точок, які вибирають в місцях перегину рельєфу (вершинах, сідловинах, хребтах, лощинах) з щільністю на 1 га: 50 — для рівнинної, 100 — горбистої, 200—300 — гірської місцевостей. Для кожної опорної характерної точки відомі: її номер (у чисельнику), абсциса і ордината, за якими її наносять на план, апліката (у знаменнику).
- цифрова модель ситуації (digital model of situation; digitales Model n der Situation f) частковий випадок цифрової моделі місцевості, на якій не зображується рельєф, а тільки контури реально існуючих споруд, вулиць, ліній електро передач тощо (складається переважно для промислових і міських територій).

- цифрова модель спеціальна (special digital model; spezielles digitales Model n) — цифрова модель, яку будують за принципами побудови цифрової моделі рельєфу, але в знаменниках точок відображують не аплікати точок, а інші (спеціальні) показники як реальної, так і уявної чи прихованої топографічної поверхні. Положення характерних точок визначаються їх плановими координатами X, Y, а в знаменнику залежно від зображуваного об'єкта записують або дані опробувань, або будь-які інші обчислені показники (глибина залягання покладу, тріщинуватість масиву, продуктивність пласта, вміст корисного компонента, добуток показників й ін.). Ц.м.с.може бути результатом математичних дій, виконаних із кількома топографічними поверхнями.